# Acraea viviana
Acraea viviana là một loài bướm ngày thuộc họ Nymphalidae. Nó được tìm thấy ở Nigeria, Cameroon, Angola, Đông Bắc CHDC Congo, Uganda, Tây Kenya và Tây Bắc Tanzania.

## Sinh học
Môi trường sống của nó ở các rừng bán sương mù tại độ  cao trên 1,300 mét.
Ấu trùng loài này ăn Triumfetta rhomboidea.